# 사이토크롬 P450
사이토크롬 P450(cytochromes P450, P450, CYPs) 또는 시토크롬 P450은 헴을 보조 인자로 함유하는 효소의 슈퍼패밀리로 대부분은 일산소화효소로 기능하지만 전적으로 일산소화효소로 기능하지는 않는다. P450이라는 이름은 분광광도법에서 일산화 탄소와 결합한 효소가 450나노미터에서 피크를 보이는 것에서 따왔다.
사이토크롬 P450은 생명체의 모든 역과 계에서 발견된다. 동물, 식물, 균류, 고균, 세균 심지어 바이러스에서도 발견되지만, 과학 연구에서 흔히 쓰이는 세균 종인 대장균에는 없다. 알려진 사이토크롬 P450 단백질의 개수는 18,000개가 넘는다.

## 같이 보기
- CYP3A4
- CYP3A7
- CYP2D6
- 사이토크롬 P450 (개별 효소들)